# رولف تسيغلر
رولف تسيغلر (بالألمانية: Rolf Ziegler)‏ هو عداء سريع ألماني، ولد في 17 يناير 1951 في شتوتغارت في ألمانيا.

## وصلات خارجية
- رولف تسيغلر على موقع أوليمبيديا (الإنجليزية)